# Imeall
Imeall é um álbum de edição limitada da cantora de Folk Rock irlandesa Mairéad Ní Mhaonaigh. Esse é o seu primeiro álbum solo apos 23 anos de contribuição com a sua banda, Altan. Ele foi gravado nos anos de 2007/08 no Stiúidió na Mara ("Seafront Studio") (An Bhráid, Tír Chonaill (Tyrconnell), Co. Donegal, Irlanda), o estúdio particular do amigo dela, o compositor Manus Lunny. 
O álbum possui participações de diversos amigos de Mairéad, como Tríona Ní Dhomhnaill e Dónal Lunny. Inclui ainda o tocador de foles Michael McGoldrick e Annbjørg Lien, membro da banda  String Sisters, a qual Mairéad participa. Apenas 3000 cópias foram feitas.  

## Faixas

### Edição original
| #  | Título                                                                           | Compositor                                             | Duração |
| -- | -------------------------------------------------------------------------------- | ------------------------------------------------------ | ------- |
| 01 | A Óganaigh Óig                                                                   | Ní Mhaonaigh                                           | 4:18    |
| 02 | Gardaí ‘n Rí                                                                     | Trad. Arr. Ní Mhaonaigh / Lunny                        | 3:13    |
| 03 | Mazurkas                                                                         | Trad. Arr. Ní Mhaonaigh / Lien                         | 3:35    |
| 04 | Is Fada Ó Bhaile                                                                 | Trad. Arr. Ní Mhaonaigh / Lien                         | 4:33    |
| 05 | An Fidleoir                                                                      | Ní Mhaonaigh                                           | 3:28    |
| 06 | Highlands / Red Crow                                                             | Ní Mhaonaigh                                           | 3:37    |
| 07 | Mo Níon Ó                                                                        | Ní Mhaonaigh                                           | 4:28    |
| 08 | Dobbin's Flowery Vale                                                            | Trad. Arr. Ní Mhaonaigh / Ní Dhomhnaill                | 6:07    |
| 09 | Girseachaí an Phointe / Port Chití Rua                                           | Ní Mhaonaigh                                           | 3:51    |
| 10 | Méillte Cheann Dubhráin / The Twenty One Highland / The Four Mile Stone          | Trad. Arr. Ní Mhaonaigh / Jim Higgins                  | 5:02    |
| 11 | Néillí Bhán                                                                      | Trad. Arr. Ní Mhaonaigh / Lunny                        | 3:28    |
| 12 | Aige Bruach Dhún Réimhe                                                          | Trad. Arr. Ní Mhaonaigh / Lunny                        | 5:01    |
| 13 | The Pigeon on the Gate / The Convenience / The Highlandman Who Kissed His Granny | Trad. Arr. Ní Mhaonaigh / Lunny                        | 3:36    |
| 14 | An Dro/ Imeall                                                                   | Trad. Arr. Ní Mhaonaigh / Lunny; lyrics - Ní Mhaonaigh | 4:08    |

## Produção
- Mairéad Ní Mhaonaigh - vocais, Irish fiddle
- Manus Lunny - bouzouki, vocais, guitarra
- Tríona Ní Dhomhnaill - piano
- Dónal Lunny - bodhrán
- Michael McGoldrick - flauta, uileann Pipes
- Jim Higgins - percussão, bodhrán
- Graham Henderson - teclados
- Annbjørg Lien - Hardanger fiddle
- Tim Edey - Guitarra